# Schahreza (Verwaltungsbezirk)
Schahreza (persisch شهرستان شهرضا) ist ein Schahrestan in der Provinz Isfahan im Iran. Er enthält die Stadt Schahreza, welche die Hauptstadt des Verwaltungsbezirks ist.

## Demografie
Bei der Volkszählung 2016 betrug die Einwohnerzahl des Schahrestan 159.797. Die Alphabetisierung lag bei 89 Prozent der Bevölkerung. Knapp 11 Prozent der Bevölkerung lebten in urbanen Regionen.
| Zensusjahr | Einwohnerzahl |
| ---------- | ------------- |
| 2011       | 149.555       |
| 2016       | 159.797       |